# Bauhinia hirsutiflora
Bauhinia hirsutiflora là một loài thực vật có hoa trong họ Đậu. Loài này được Vaz miêu tả khoa học đầu tiên.